# عین بوزیان
عین بوزیان (به عربی: عين بوزيان) یک شهرداری در الجزایر است که در استان سکیکده واقع شده‌است. عین بوزیان ۹٬۵۹۱ نفر جمعیت دارد.